# 河合卓真
河合 卓真（かわい たくま、1988年8月10日 - ）は、北海道恵庭市出身の元プロアイスホッケー選手。ポジションはフォワード。兄の河合龍一もプロアイスホッケー選手。

## 経歴
小学5年生の時に釧路市に引っ越したのをきっかけにアイスホッケーを始める。2003年に釧路市立鳥取中学校卒業後、カナダのモントリオールにあるハリントン・カレッジへと留学した。
2006年7月、ケベック・メジャージュニアホッケーリーグケープブレトン・スクリーミングイーグルスのトライアウトに合格し入団。その後トレードでドゥルモンヴィル・ヴォルティギュールへと移籍し、2006年のシーズン開幕戦で、日本人選手として初めてのケベック・メジャージュニアホッケーリーグ出場を果たした。
2007年ガティノー・オリンピックに移籍し、2007-08シーズンに優勝している。
2009年よりアジアリーグの東北フリーブレイズに入団。
2019年、ひがし北海道クレインズに移籍。